# Орден Таити Нуи
Орден Таити Нуи (Орден Великого Таити; фр. Ordre de Tahiti Nui) — территориальная награда Французской Полинезии, заморского сообщества Франции. Учреждён 5 июня 1996 года. Назван по имени северной части главного острова Французской Полинезии Таити — Большого Таити (Tahiti Nui).

## История
После расширения Францией 12 апреля 1996 года прав автономии для своей заморской территории Французской Полинезии (с правом иметь собственные флаг, герб, гимн и награды), Ассамблея Французской Полинезии 5 июня 1996 года приняла решение учредить орден Таити Нуи для вознаграждения жителей Полинезии и иностранцев за заслуги перед Французской Полинезией. Статут ордена был утверждён 24 июня 1996 года Советом министров Французской Полинезии.
Структурно орден образован по образцу ордена Почётного легиона, т.е. номинально является орденом-организацией, а не просто знаком отличия. Великим магистром ордена является Президент Французской Полинезии, являющийся по праву кавалером Большого креста ордена. Канцлером ордена является генеральный секретарь правительства. Он является хранителем орденской печати и назначает чинов канцелярии ордена. Совет ордена состоит из трёх правовых членов (Президент страны, Президент Ассамблеи и председатель Совета по экономике, общественности и культуре) и четырёх членов, назначаемых Великим магистром на 5 лет из числа награждённых орденом.
Лидер оппозиции Оскар Темару, неоднократно занимавший пост Президента Французской Полинезии, отказался принимать звание Великого магистра ордена Таити Нуи, тем самым временно «заморозив» орден — во время его пяти правлений награждения не производились.

## Степени ордена
Орден Таити Нуи состоит из четырёх степеней:
 Кавалер Большого креста (фр. Grand-Croix) — знак на широкой ленте через правое плечо и звезда на левой стороне груди; высшая степень ордена (достоинство);
 Командор (фр. Commandeur) — знак на ленте, носимый на шее;
 Офицер (фр. Officier) — знак на ленте с розеткой, носимый на левой стороне груди;
 Кавалер (фр. Chevalier) — знак на ленте, носимый на левой стороне груди.

## Условия награждения
Награждения орденом производятся последовательно, от младшей степени к старшей.
Удостоены кавалерской степени ордена могут быть лица, являющиеся французскими гражданами, и имеющие не менее 15 лет службы или деятельности, отмеченных заслугами. Награждение офицерской степенью возможно не ранее, как через 7 лет после награждения кавалерской степенью, а командорской степенью — не ранее, как через 5 лет после награждения офицерской степенью ордена. Награждение Большим крестом возможно не ранее, как через 3 года после награждения командорской степенью ордена. Время состояния в каждой степени (традиционно для всех французских орденов) отсчитывается с момента вручения награждённому знаков ордена соответствующей степени, а не с момента подписания указа о награждении. При награждении старшей степенью ордена заслуги, уже отмеченные младшей степенью, не могут быть учитываемы.
Иностранцы так же могут быть награждены орденом Таити Нуи, за заслуги перед Французской Полинезией, но при этом не становятся членами ордена.
Число награждённых, могущих одновременно состоять в ордене, не должно превышать: 300 кавалеров, 100 офицеров, 40 командоров и 10 кавалеров Большого креста. Временно, до достижения указанной численности, было разрешено награждать, минуя младшие степени, в степень офицера — кавалеров ордена Почётного легиона и офицеров Национального ордена Заслуг, в степень командора — офицеров ордена Почётного легиона, командоров Национального ордена Заслуг и кавалеров ордена Освобождения.
Великий магистр, правовые члены Совета ордена и министры направляют свои предложения по награждениям канцлеру ордена дважды в год: 1 марта и 1 сентября. Великий магистр в исключительных случаях может направлять предложения и в другие дни. Канцлер, рассмотрев предложения на соответствие законодательству, направляет их в Совет ордена, где они обсуждаются на соответствие Статуту ордена, после чего утверждаются Великим магистром.
Награждённым посылается уведомление, с предложением получить патент и знаки ордена. Никто не может считаться членом ордена или повышенным в степени, пока ему не будут вручены знаки ордена соответствующей степени. Знаки ордена награждённым вручает Президент на торжественной церемонии. При необходимости он может делегировать эту функцию своему представителю.
Награждённые, желающие получить патент, должны выплатить следующие суммы: кавалер — 2000, офицер — 3000, командор — 5000, кавалер Большого креста — 10000 тихоокеанских франков. Иностранцы избавлены от этих выплат.

## Знаки ордена

Герб Французской Полинезии

Знак ордена — мальтийский крест красной эмали с шариками на концах. В центральном медальоне лицевой стороны знака — эмалированное изображение герба Французской Полинезии. Между сторонами креста изображение цветка гардении таитянской (Gardenia taitensis) — символа Таити: цветок с 6 лепестками белой эмали поверх 4 листьев зелёной эмали. Крест через скобу подвешен к венку из таких же цветов гардении таитянской, который через кольцо крепится к орденской ленте.
Оборотная сторона знака гладкая, без эмали. В центре рельефная надпись в три строки: «ORDRE / DE / TAHITI NUI».
Размер знака (без венка) кавалерской и офицерской степени — 45 мм, командорской степени и Большого креста — 60 мм.
Знаки изготавливаются из никеля. Знаки высших трёх степеней позолочены, знак кавалерской степени — без позолоты.
Звезда ордена — восьмилучевая, позолоченная. В центре наложен знак ордена. Диаметр звезды — 88 мм, наложенного знака — 60 мм.
Лента ордена — муаровая, белая, с широкими красными полосами по краям. Ширина ленты низших трёх степеней — 37 мм, Большого креста — 100 мм. К ленте офицера крепится розетка из этой же ленты, диаметром 30 мм.
Для повседневного ношения на гражданской одежде предусмотрены розетки из ленты ордена, а для ношения на мундирах — орденские планки.